# 王桂枝
王桂枝（?—?），陝西省乾州直隸州人，清朝政治人物、同進士出身。
光緒二十一年（1895年），参加光緒乙未科殿試，登進士三甲128名。同年五月，著交吏部掣签分发各省，以知县即用。